# Eugen Neagoe
Eugen Neagoe (* 22. August 1967 in Cornu, Kreis Dolj) ist ein ehemaliger rumänischer Fußballspieler und heutiger -trainer. Er bestritt insgesamt 247 Spiele in der rumänischen Divizia A, der ungarischen Nemzeti Bajnokság, der zyprischen First Division und er griechischen Super League. Seit September 2024 ist er Trainer des heimischen Erstligisten Gloria Buzău.

## Karriere als Spieler
Die Karriere von Eugen Neagoe begann im Jahr 1986 beim FC Universitatea Craiova, wo er am 10. Mai zu seinem ersten Einsatz in der Divizia A, der höchsten rumänischen Spielklasse, kam. Da er zunächst kaum zum Einsatz kam, wurde er in der Rückrunde der Saison 1987/88 an den Lokalrivalen Electroputere Craiova ausgeliehen, der seinerzeit in der Divizia B spielte. Nach seiner Rückkehr kam er bei Uni Craiova häufiger zum Einsatz, ohne sich jedoch dauerhaft als Stammspieler etablieren zu können. Im Jahr 1991 gewann er mit dem Double aus Meisterschaft und Pokalsieg seine ersten beiden Titel. Mit dem Pokalsieg 1993 folgte einige Zeit später der nächste Erfolg.
Nachdem Neagoe bereits zweimal ausgeliehen worden war – in der Hinrunde 1992/93 an Farul Constanța und in der Hinrunde 1993/94 an Vasas Budapest –, verließ er im Jahr 1994 Craiova und wechselte zu Ferencváros Budapest in die ungarische Nemzeti Bajnokság. Dort gewann er das erneut das Double aus Meisterschaft und Pokalsieg. Nach diesem Erfolg wechselte er nach Zypern zum Aufsteiger Alki Larnaka. Nach dem Klassenerhalt schloss er sich dem Ligakonkurrenten Omonia Nikosia an, konnte aber mit dem zyprischen Spitzenklub nicht in den Kampf um die Meisterschaft eingreifen.
Im Jahr 1997 verließ Neagoe Zypern wieder und wechselte zum Aufsteiger Veria FC in die griechische Alpha Ethniki. Schon nach einem halben Jahr kehrte er nach Rumänien zurück, wo er sich Dinamo Bukarest anschloss. Im Sommer 1998 ging er zum FC Extensiv Craiova in die Divizia B, wo er 21 Tore dazu beisteuern konnte, dass der Klub am Saisonende ins Oberhaus aufstieg. Er wechselte jedoch unmittelbar nach dem Aufstieg zum Lokalrivalen Uni Craiova, der bereits in der Divizia A spielte. Schon im Jahr 2000 kehrte er zu Extensiv zurück, das mittlerweile wieder abgestiegen war. In der Saison 2002/03 beendete er dort seine Karriere, um sich auf seine Aufgaben als Co-Trainer zu konzentrieren.

## Karriere als Trainer
Schon in seiner letzten Spielzeit als Aktiver, der Saison 2002/03, war Neagoe Co-Trainer bei seinem Verein FC Extensiv Craiova in der Divizia B (heute Liga II), ehe er in der Rückrunde Cheftrainer wurde. Am Saisonende stand der Verein ebenso wie in der darauffolgenden Spielzeit auf einem Platz im gesicherten Mittelfeld. Im Sommer 2004 wurde er Co-Trainer von Universitatea Craiova, wo er schließlich von Ende Mai 2005 bis Anfang Juni 2005 für die letzten beiden Spieltage der Saison 2004/05 als Cheftrainer einsprang, den erstmaligen Abstieg in der Vereinsgeschichte aber nicht mehr verhindern konnte.
Am 10. Juni 2006 übernahm Neagoe den Erstligisten Pandurii Târgu Jiu, den er in der Saison 2006/07 zum Klassenerhalt führte. Am 9. Dezember 2007 trennte er sich von Pandurii, kehrte aber im März 2008 zurück, um das Amt von Joaquim Teixeira zu übernehmen. Nach einem schlechten Start in die Saison 2008/09 wurde er im September 2008 entlassen und durch Sorin Cârțu ersetzt. Im Januar 2009 unterschrieb er einen Vertrag bei dem Zweitligisten FC Drobeta Turnu Severin. Nach einem weiteren kurzen Engagement auf Zypern kehrte er im September 2009 als Nachfolger von Daniel Mogoșanu zu Universitatea Craiova zurück. Nach der Hinrunde wurde er auf dem 14. Tabellenplatz liegend jedoch durch Mark Wotte ersetzt.
Im Sommer 2010 wurde Neagoe Co-Trainer von Victor Pițurcă bei Steaua Bukarest, wurde jedoch zusammen mit diesem im August 2010 wieder entlassen. Ende des Monats übernahm er erneut Universitatea Craiova als Cheftrainer, nachdem Pițurcă dort als Manager installiert worden war. Im Januar 2011 wurde er nach der Demission von Pițurcă ebenfalls vor die Tür gesetzt und von Nicolò Napoli abgelöst. Im Juni 2011 folgte er Pițurcă zur rumänischen Nationalmannschaft und war dort dessen Co-Trainer. Er folgte diesem, als Pițurcă im Oktober 2014 die Nationalmannschaft verließ, um Cheftrainer von Ittihad FC in Saudi-Arabien zu werden. Nach Pițurcăs Entlassung blieb er bis Juli 2015, ehe er im September 2015 als Cheftrainer von Aris Limassol in Zypern zu arbeiten. Im Februar 2016 wurde er wieder entlassen. Anfang Juni 2016 übernahm er Ligakonkurrent Nea Salamis Famagusta, musste nach vier Spieltagen der Saison 2016/17 jedoch wieder gehen.
Seit Oktober 2016 trainierte Neagoe als Cheftrainer ausschließlich rumänische Vereine, aktuell betreut er den Erstligisten Gloria Buzău.

## Erfolge
- Rumänischer Meister: 1991
- Rumänischer Pokalsieger: 1991, 1993
- Aufstieg in die Divizia A: 1999
- Ungarischer Meister: 1995
- Ungarischer Pokalsieger: 1995